# قائمة الأشخاص المصابين بالشلل الرباعي
شلل الأطراف الأربعة، المعروف أيضًا باسم الشلل الرباعي، هو نوع من الشلل ينتج عن مرض أو إصابة تؤدي إلى فقدان جزئي أو كلي لاستخدام الأطراف الأربعة والجذع. أما الشلل السفلي، فهو مشابه لكنه لا يؤثر على الذراعين. وعادةً ما يكون هذا الفقدان في الإحساس والحركة معًا، أي أن الشخص يفقد كلًّا من الإحساس والتحكم. وقد يكون الشلل من نوع شلل رخو أو شلل رباعي تشنجي.

## قائمة الأشخاص المصابين بالشلل الرباعي
- آن ماري ألونزو (1951–2005) – كاتبة وناشرة كندية؛ في عام 1966 كانت ضحية لحادث سيارة تركها مشلولة الأطراف الأربعة وتستخدم الكرسي المتحرك.[1]
- ماكس بريتو (1971–2022) – لاعب رغبي من ساحل العاج؛ أصبح مشلولًا في مباراة ضد منتخب تونغا في كأس العالم للرغبي 1995.[2]
- جون كالاهان (1951–2010) – رسام كاريكاتير، أصبح مشلولًا في حادث سيارة في سن 21[3]
- والتر هاريس كالو (1896–1958) – مخترع حافلة قابلة للوصول للكراسي المتحركة.[4]
- روي كامبينيلا (1921–1993) – لاعب بيسبول أمريكي. أصبح مشلولًا في حادث سيارة عام 1958.[5]
- جون كارتر (1815–1850) – فنان إنجليزي[6]
- فيك تشيسنوت (1964–2009) – مغني/كاتب أغاني[7]
- تشاك كلوز (1940–2021) – رسام أمريكي[8]
- دارين دروزدوف (1969–2023) – مصارع محترف، أصيب في مباراة مع ديلو بروان.[9]
- بروك إيلسون (1978–2024) – أول مشلولة رباعية الأطراف تتخرج من جامعة هارفارد. أصبحت مشلولة بعد أن صدمتها سيارة في عام 1990.[10]
- جيف إيرلنغر (1970–2007) – ناشط، ظهر في برنامج حي السيد روجرز.[11]
- ستيفن فليتشر (وُلِد 1972) – كندي عضو في البرلمان، أصبح مشلولًا في حادث سيارة.[12]
- بول غيتي الثالث (1956–2011) – ابن جي. بول جيتي، أصبح معاقًا بعد تعرضه لسكتة دماغية.[13]
- مات هامبسون (وُلِد 1984) – لاعب رغبي إنجليزي، أصبح مشلولًا في حادث أثناء احتكاك الرغبي.[14]
- ستيفن هوكينج (1942–2018) – عالم فيزياء، أصبح مشلولًا بسبب التصلب الجانبي الضموري.[15]
- كينت هيهر (وُلِد 1969) – سياسي كندي، عضو في البرلمان من 2015–الآن. أصبح مشلولًا في حادث إطلاق نار في سن 22.[16]
- جيمس لانجفان (وُلِد 1964) – سياسي أمريكي، عضو في مجلس النواب الأمريكي وأول عضو في الكونغرس الأمريكي يخدم وهو مشلول رباعي الأطراف.
- جيل كينمونت (1936–2012) – متزلجة أمريكية، أصبحت مشلولة في حادث تزلج عام 1955، وكانت موضوع الفيلم "الجانب الآخر من الجبل"[17]
- صامويل كوك (وُلِد 1987) – ممثل ألماني وفنان مؤثر سابق أصبح مشلولًا في حادث أثناء تصوير برنامج ويتين داس في عام 2010[18]
- أوكسانا كونينت (وُلِد 1992) – عارضة أزياء أوكرانية[19]
- اريك ليجراند (وُلِد 1990) – لاعب كرة قدم جامعي. أصبح مشلولًا في مباراة كرة قدم عام 2010، لكنه استعاد الحركة في كتفيه والشعور في معظم جسده.[20]
- جوكولين لوفيل (وُلِد 1950) – دراج كندي صدمته شاحنة أثناء تمرينه.[21]
- توم لوكي (1940–2012) – مهندس معماري أمريكي ونحات، معروف بابتكار الملاعب المجردة المسماة "Lucky Climbers". أصبح مشلولًا بسبب سقوطه في عام 2005.[22]
- كرتس مايفيلد (1942–1999) – مغني وكاتب أغاني سوول، أصبح مشلولاً في حادث على المسرح عام 1990.[23]
- غوي مكيلروي (1948–1990) – مؤرخ فني وأمين متحف أمريكي.[24]
- إيلينا موخينا (1960–2006) – لاعبة جمباز سوفيتية وبطلة العالم لعام 1978، أصيبت بالشلل نتيجة دوران غير مكتمل أثناء التدريب.[25]
- أنعم نجم – طبيبة نفسية باكستانية تعاني من الشلل الرباعي.[26]
- كريج نيلسون (1941–2006) – مدير تنفيذي أمريكي في مجال الألعاب، مؤسس شركة Ameristar Casinos، Inc. وأسس مؤسسة كريغ إتش نيلسن لتمويل الأبحاث العلمية وبرامج تحسين حياة الأشخاص الذين يعانون من إصابات في الحبل الشوكي.[27]
- دينيش بالبانا (وُلِد 1984) – طبيب أسترالي، أول طبيب مقيم مصاب بالشلل الرباعي في كوينزلاند، ثاني خريج طبي مصاب بالشلل الرباعي في أستراليا. أصيب بشلل في حادث سيارة.[28]
- تدي بندرجراس (1950–2010) – مغني سوول، أصيب بالشلل في حادث سيارة عام 1982.[29]
- إدوارد ريني (وُلِد 1961) – رسام إسكتلندي[30]
- كريستوفر ريف (1952–2004) – ممثل، أصيب في حادث ركوب الخيل عام 1995.[31]
- إد روبرتس (1939–1995) – ناشط في حقوق الأشخاص ذوي الإعاقة، أول شخص مصاب بالشلل الرباعي يلتحق بجامعة كاليفورنيا، بيركلي.[32]
- جورج روبنسون (وُلِد 1997) – ممثل، أصيب في مباراة رجبية عام 2015.
- باتريك روميرفيلد (وُلِد 1953) – أول شخص يعافى تمامًا من الشلل الرباعي، رياضي، ومتحدث تحفيزي.[33]
- سامون سامبيدرو (1943–1998) – صياد إسباني، ناضل من أجل حقه في الموت وتم تجسيد معاناته في فيلم البحر بداخله (فيلم).[34]
- سام شميت (وُلِد 1964) – سائق سيارات إندي كار، شُلّ نتيجة حادث في 2000 أثناء اختبار.[35]
- كين سلاتر (1924–1963) – لاعب كرة قدم أسترالي ولاعب تنس، شُلّ نتيجة حادث سيارة.[36]
- ماري لو سبيس (1931–1992) – مصممة أمريكية للأزياء لذوي الإعاقة، شُلّت نتيجة مرض شلل الأطفال.[37]
- داريل ستينجلي (1951–2007) – لاعب كرة قدم أمريكي، شُلّ نتيجة حادث في مباراة استعراضية في 1978.[38]
- سام سوليفان (وُلِد 1959) – سياسي كندي، شغل منصب عمدة فانكوفر من 2005 إلى 2008. شُلّ نتيجة حادث تزلج في سن 19.[39]
- جوني إيركسن تادا (وُلِد 1949) – كاتبة مسيحية ومتحدثة تحفيزية، شُلّت نتيجة حادث غطس في 1967.[40]
- جيمس ترويش (1956–2011) – ممثل، كاتب سيناريو ومدافع عن حقوق ذوي الإعاقة في صناعة الترفيه. شُلّ في حادث منزلي عندما كان في الرابعة عشر من عمره، وكان أول ممثل رباعي الشلل ينضم إلى نقابة ممثلي الشاشة.
- باربرا تورنبول (1965–2015) – صحفية كندية ومؤلفة تحفيزية، شُلّت في عملية سطو عام 1993.[41]
- مايك أوتلي (وُلِد 1965) – لاعب سابق في فريق ديترويت ليونز، أصيب في حادث أثناء تسجيل هدف لباري ساندرز في 1991.[42]
- جوني وايلدر جونيور (1949–2006) – مؤسس مشارك والمغني الرئيسي في فرقة هيت ويف.[43]
- فرانك ويليامز (1942–2021) – مؤسس مشارك لفريق ويليامز ريسينغ في فورمولا 1. أصيب في حادث سيارة عام 1986.[44]
- أحمد ياسين (1937–2004) – الزعيم السابق حماس[45]
- مارك زوبان (وُلِد 1975) – لاعب رجبي الكراسي المتحركة الأمريكي، ظهر في فيلم كرة الجريمة. شُلّ نتيجة حادث سيارة في 1993.[46]
- روكينوهاندز (وُلِد 1987) – اسم مستعار لـ روكي ستوتنبيرغ، لاعب ألعاب إلكترونية أمريكي. أول شخص رباعي الشلل يتم التوقيع معه من قبل منظمة الرياضات الإلكترونية.[47]